# Marsch für das Leben

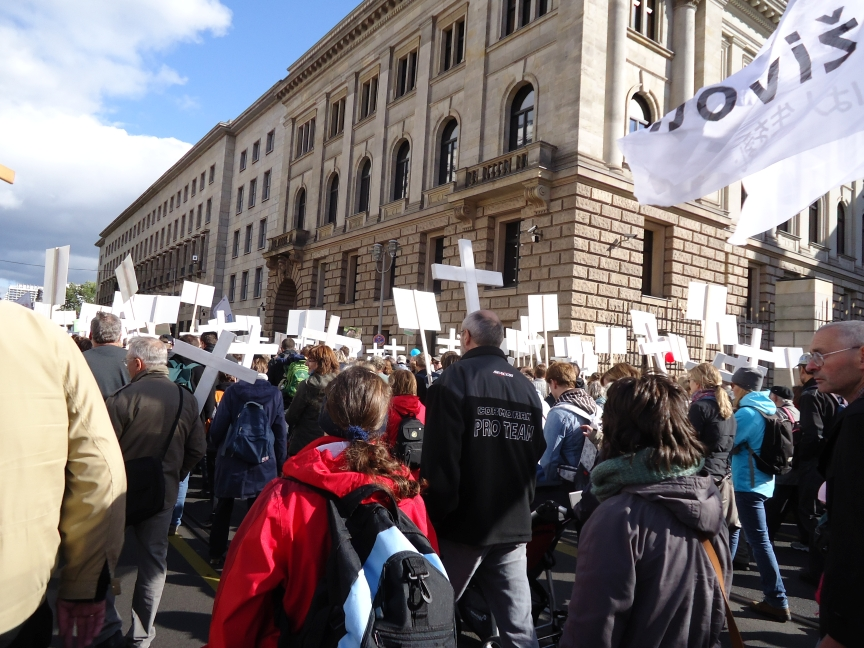
Marsch für das Leben 2012 in Berlin

Der Marsch für das Leben ist eine Demonstration der Lebensrechtsbewegung in Berlin. Veranstalter ist der Bundesverband Lebensrecht. Sie richtet sich gegen Schwangerschaftsabbrüche und Praktiken der Sterbehilfe, Stammzellforschung und Präimplantationsdiagnostik.
Die Demonstration fand 2002 zum ersten Mal statt. Danach folgten Märsche 2004 und 2006. Seit 2008 findet der Marsch jährlich statt. Die Teilnehmerzahl des Marsches stieg über die Jahre an; 2016 beteiligten sich nach Polizeiangaben 6000 Menschen. Bis 2006 hatte der Marsch den Namen 1000 Kreuze für das Leben.
Seit 2008 wird der Marsch von Gegenprotesten begleitet. Jedes Jahr rufen linke und linksextremistische Gruppen zu Blockaden der Demonstration der Abtreibungsgegner auf.

## Inhalte und Unterstützer
Inhaltliche Basis des Marsches ist die vom Bundesverband Lebensrecht verfasste Berliner Erklärung zum Schutz des ungeborenen Lebens. Kernthese ist, dass menschliches Lebens und die Menschenwürde mit der Zeugung beginne. In diesem Sinne sei ein Schwangerschaftsabbruch eine Tötung Ungeborener und als schweres Unrecht zu betrachten. Vom Gesetzgeber wird gefordert, „die geltenden Abtreibungsgesetze und ihre Praxis einer gründlichen und umfassenden Prüfung und Korrektur zu unterziehen.“ Weitere Forderungen sind ein Verbot der Präimplantationsdiagnostik und die Strafbarkeit jeder Form der Beihilfe zur Selbsttötung (Sterbehilfe).
Die als Schweigemarsch angelegte Demonstration beginnt mit einer Auftakt-Kundgebung vor dem Bundeskanzleramt und zieht anschließend durch die Berliner Innenstadt. In der Demonstration werden 1000 weiße Kreuze mitgeführt, die symbolisch für die abgetriebenen Föten stehen, um die während der Demonstration getrauert wird. Die Anzahl der Kreuze orientiert sich an der in der Lebensrechtsbewegung weit verbreiteten Annahme, in Deutschland würden täglich rund 1.000 Schwangerschaftsabbrüche durchgeführt. Weiteres optisches Merkmal sind grüne Luftballons und vorgefertigte Schilder im Erscheinungsbild des Veranstalters. Die Demonstration endet mit einem ökumenischen Gottesdienst.
Der Marsch für das Leben wird von dem Bundesverband Lebensrecht, einem Zusammenschluss von 16 Organisationen der Lebensrechtsbewegung in Deutschland, organisiert. Diese sind:
- Ärztevereinigung St. Lukas e. V., Essen
- Aktion Lebensrecht für Alle e. V. (ALfA), Augsburg
- Ärzte für das Leben e. V., Marktoberdorf
- Christdemokraten für das Leben e. V. (CDL), Münster
- Durchblick e. V., Östringen
- Europäische Ärzteaktion in den deutschsprachigen Ländern e. V., Salzburg
- Institut für Ethik & Werte, Gießen
- Juristen-Vereinigung Lebensrecht e. V. (JVL), Köln
- Kooperative Arbeit Leben Ehrfürchtig Bewahren e. V. (KALEB), Berlin
- Lebensrecht Sachsen e. V., Zwönitz
- Pro Conscientia e. V., Heidelberg
- Rahel e. V. – Erfahrungen nach Abtreibung, Rheinstetten
- Stiftung Ja zum Leben, Meschede
- sundaysforlife e. V., Augsburg[7]
- Treffen Christlicher Lebensrecht-Gruppen e. V. (TCLG), Stuttgart
- Weißes Kreuz e. V., Kassel

Auch einzelne Politiker der CDU/CSU und der AfD unterstützen durch Teilnahme oder Grußworte den Marsch. So hatte der frühere Vorsitzende der CDU/CSU-Bundestagsfraktion, Volker Kauder, mehrfach ein Grußwort gesendet. Die AfD-Abgeordnete im Europaparlament Beatrix von Storch trug 2014 das Fronttransparent und führte 2015 den Marsch zusammen mit Martin Lohmann an. Bündnis 90/Die Grünen, Die Linke und die Arbeitsgemeinschaft sozialdemokratischer Frauen beteiligen sich im Bündnis für sexuelle Selbstbestimmung an den Gegenprotesten. Die Regierenden Bürgermeister von Berlin unterstützen die Gegenproteste seit 2014 regelmäßig mit Grußworten.
Unterstützung erhält der Marsch auch von der römisch-katholischen Kirche. So sandten 2014 Papst Franziskus und Kardinal Reinhard Marx Grußworte. 2022 nahmen der Erzbischof von Berlin, Heiner Koch, der Regensburger Bischof Rudolf Voderholzer und der Rottenburger Weihbischof Thomas Maria Renz an der Veranstaltung teil. Die Deutsche Bischofskonferenz grenzte sich im  Februar 2024 deutlich von der Alternative für Deutschland (AfD) ab. Im Anschluss daran wies der Passauer Bischof Stefan Oster, der 2019 am Marsch für das Leben in Berlin teilgenommen hatte, darauf hin, dass das Anliegen des Marsches für das Leben von der AfD und anderen Kräften „gekapert und für die eigenen Interessen instrumentalisiert“ werde; er ließ offen, ob er unter diesen Umständen noch einmal bei dem Marsch mitgehen werde. Zur Diskrepanz zwischen dem Lebensschutz für alle und der Programmatik der AfD sagte Oster: „Wenn versucht wird, in der Würde des Menschen zu unterscheiden, Minderwertigkeiten auszumachen, eine vermeintlich homogene völkische Gemeinschaft schaffen zu können, dann halten wir das für gefährlich.“
Das Verhältnis der evangelischen Landeskirchen zum Marsch für das Leben ist uneinheitlich. Während einige evangelische Bischöfe weiterhin Grußworte schicken, stieß er in der Evangelischen Kirche Berlin-Brandenburg-schlesische Oberlausitz (EKBO) in den letzten Jahren auf Kritik. Die EKBO betont die „inhaltliche Differenz“ zum Veranstalter, dem Bundesverband Lebensrecht. Diese bestehe hauptsächlich darin, dass die Kirche Schwangere „ergebnisoffen“ berate, während der Bundesverband Lebensrecht sich grundsätzlich gegen Schwangerschaftsabbrüche wende.
Die Frankfurter Rundschau berichtete, dass auch 2018 wieder AfD-Vertreter – mobilisiert per Facebook unter dem Motto „Bleibt standhaft“ der parteiinternen Vereinigung „Christen in der AfD“ (ChrAfD) – unter den Marschteilnehmern waren wie etwa ihr Vorsitzender Joachim Kuhs sowie der Bundestagsabgeordnete Martin Hohmann und Thomas Damson, stellvertretender Kreisvorsitzender der AfD Mayen-Koblenz. Auch der ehemalige Diakon, Rechtsextremist und Holocaustleugner Ralf Löhnert, der auch an „Gedenkmärschen“ für den Hitler-Stellvertreter und Kriegsverbrecher Rudolf Heß 2017 und 2018 in Berlin teilgenommen hatte, war wiederholt unter den Teilnehmern – laut apabiz „oft in den ersten Reihen“. Der Berliner Landesbischof Markus Dröge äußerte auf diesem Hintergrund, der Marsch sei „rechtspopulistisch unterwandert“, und die Evangelische Kirche Berlin-Brandenburg-schlesische Oberlausitz verweigerte im Vorfeld ihre Unterstützung für den Marsch 2018. Hartmut Steeb, Generalsekretär der Deutschen Evangelischen Allianz, bedauerte dies; nach seiner Einschätzung sei die Veranstaltung nicht rechtspopulistisch unterwandert; man könne „ja nicht vermeiden, dass auch Menschen unsere Positionen im Lebensschutz übernehmen, die sonst Positionen haben, die man nicht gut findet.“

## Kritik
Nach Auffassung der Historikerin und früheren Bundesvorsitzenden von pro familia Gisela Notz werden in dem Motto „Ja zum Leben – für ein Europa ohne Abtreibung und Euthanasie“, unter dem der Marsch für das Leben 2011 stattfand, Sterbehilfe, Euthanasie, Schwangerschaftsabbruch und Mord gleichgesetzt. Sie kritisiert insbesondere die Rhetorik der Veranstalter der Märsche in verschiedenen Ländern, so z. B. die Aussagen des evangelischen Pfarrers Philipp Vulff, der den französischen „Marche pour la vie“ organisiert, oder Bryan Kemper von den Stand True Ministries, der vom „Abortion Holocaust“ spreche. Die internationalen Vertreter der Lebensrechtsbewegung würden durch ihre Verweise auf den Nationalsozialismus diesen relativieren. In ihrer Argumentation werde „das Recht der Frau auf Selbstbestimmung darüber, ob sie ein Kind austragen will oder nicht, gleichgesetzt mit den NS-Verbrechen, die sich aus der Vernichtungsideologie der Nazis speisten“, so Notz.
Im Buch »Deutschland treibt sich ab« Organisierter «Lebensschutz», christlicher Fundamentalismus und Antifeminismus vom Antifaschistischen Pressearchiv und Bildungszentrum Berlin (apabiz e. V.) wird der Marsch für das Leben als wichtigste öffentliche Aktionsform der Lebensrechtsbewegung beschrieben. Anhand dieser werde die Kampagnenfähigkeit der Lebensrechtsbewegung, vor allem unter der Dachorganisation Bundesverband Lebensrecht, am deutlichsten. Liberale und reaktionäre Teile des Spektrums stünden hier unwidersprochen nebeneinander auf der Bühne und könnten ihre jeweiligen Botschaften verkünden.
Kritiker weisen darüber hinaus darauf hin, dass die von den Veranstaltern behauptete, aber nicht belegte Zahl von Schwangerschaftsabbrüchen (1000 pro Werktag) sich von den Angaben des Statistischen Bundesamtes deutlich unterscheide (ca. 328 pro Werktag).
Die Publizistin Liane Bednarz beobachtet eine wachsende Verbindung zwischen konservativen, christlichen Milieus und rechtsextremen Positionen. Schnittstellen seien vor allem die Themen Abtreibung, Genderfragen und Migration. In einem Beitrag für die Herder Korrespondenz im November 2023 kritisierte sie, dass sich die Organisatoren des Berliner „Marschs für das Leben“ nicht deutlich von rechtsradikalen Positionen distanzierten. Konservative Christen übernähmen allmählich rechte Feindbilder und näherten sich oft der AfD und ihren Vorfeldmilieus an.

## Gegendemonstrationen
Seit 2008 gibt es regelmäßig Proteste gegen die Märsche für das Leben. So beteiligten sich 2014 rund tausend Menschen an zwei Gegendemonstrationen. Mehrfach wurde der Marsch von Gegendemonstranten u. a. durch Sitzblockaden gestört. Die Proteste hatten das Bündnis für sexuelle Selbstbestimmung und ein Bündnis von feministischen und Antifa-Gruppen organisiert. 2014 gab es wenige Tage vor dem Marsch einen Farbanschlag auf das Büro des Bundesverband Lebensrecht in der Berliner Herz-Jesu-Kirche. Auch 2015 demonstrierten etwa 1.700 Personen gegen den Marsch und blockierten diesen erstmals über längere Zeit. 2016 beteiligten sich 1.500 Menschen an den Gegendemonstrationen.

## Vergleichbare Märsche
Außer dem Marsch für das Leben in Berlin finden in Deutschland regelmäßig ähnliche Demonstrationen in anderen Städten statt. Unter anderem in München, Fulda und Münster organisiert von der christlich-fundamentalistischen Gruppierung EuroProLife, in Freiburg organisiert von der Piusbruderschaft und in Annaberg-Buchholz organisiert von den Christdemokraten für das Leben. In der Schweiz gibt es seit 2010 den Marsch fürs Läbe (der jedoch aufgrund der Gefahr von Angriffen auf den Marsch durch gewaltbereite Gruppen 2020 nicht stattfinden konnte; nach Unterstützung durch den Statthalter wurde der Marsch nach anfänglicher Untersagung für 2021 doch genehmigt), in Wien den Marsch fürs Leben.
2023 fand erstmals ein Marsch für das Leben in Köln statt, wurde aber von Gegendemonstranten blockiert und musste umkehren.
Großdemonstrationen mit gleichem Namen und thematischer Ausrichtung finden jährlich in Washington (March for Life seit 1974), San Francisco (Walk for Life West Coast seit 2005), Paris (Marche pour la vie seit 2005), Lima (Marcha por la vida), Warschau (Marsz dla Życia i Rodziny seit 2006) und seit März 2021 auch in München (Marsch fürs Leben) statt.